# Ramona Balthasar
Ramona Balthasar (9 gennaio 1964) è un'ex canottiera tedesca.

## Palmarès

### Olimpiadi
- 1 medaglia:
  - 1 oro (Seul 1988 nell'otto)

### Mondiali
- - 2 medaglie:
  - 1 oro (Hazewinkel 1985 nel quattro di coppia)
  - 1 argento (Bled 1989 nell'otto)